# Josypiwka (hromada Błahowiszczenśke)
Josypiwka (ukr. Йосипівка; do 1946 r. nosiło nazwę Józefowe; ukr. Юзефове) – wieś na Ukrainie, w obwodzie kirowohradzkim, w rejonie hołowaniwskim (do 2020 r. w rejonie błahowiszczeńskim), w hromadzie Błahowiszczenśke, nad Synycią. W 2001 roku liczyła 1640 mieszkańców, natomiast zgodnie ze stanem na 01.01.2025 r. liczyła 1172 mieszkańców.